# 비한정절
비한정절(非限定節, non-finite clause)은 글이 작성되기 전후 혹은 동시 어느 때이든 상관 없이 상태나 사건을 묘사하는 종속절(dependent clause) 혹은 내포문(embedded clause)을 말한다. 이런 의미에서 다음 예시에서처럼 비한정종속절은 발생한 시간을 특정하지 않고 상황(circumstance)으로 하나의 과정을 다른 절에 제공한다.
비한정종속절
- I'm going to Broadway to watch a play. (나는 연극을 한 편 보려고 브로드웨이에 간다.)
- I went to Broadway to watch a play. (나는 연극을 한 편 보려 브로드웨이에 갔다.)

한정종속절
- I'm going to Broadway so I can watch a play. (나는 브로드웨이에 가고 있으며 그래서 나는 연극을 한 편 볼 수 있다.)
- I went to Broadway so I could watch a play. (나는 브로드웨이에 갔으며 그래서 나는 연극을 한 편 볼 수 있었다.)

유사하게, 비한정내포문은 다음 예시에서처럼 묘사되고 있는 무언가에 대한 자격을 말한다.
비한정내포문
- I'm on a street called Bellevue Avenue. (나는 벨레뷰에버뉴라는 길에 있다.)
- I was on a street called Bellevue Avenue. (나는 벨레뷰에버뉴라는 길에 있었다.)

한정내포문
- I'm on a street that is called Bellevue Avenue. (나는 벨레뷰에버뉴라고 불리는 길에 있다.)
- I'm on a street that used to be called Bellevue Avenue. (나는 벨레뷰에버뉴라고 불렸던 적이 있는 길에 있다.)
- I was on a street that is called Bellevue Avenue. (나는 벨레뷰에버뉴라고 불리는 길에 있었다.)
- I was on a street that used to be called Bellevue Avenue. (나는 벨레뷰에버뉴라고 불렸던 적이 있는 길에 있었다.)

언어의 의미독립적 묘사(meaning-independent description)에서 비한정절은 동사연쇄(verbal chain)가 비정동사(non-finite)적이다. 예를 들어, 라틴 동사 형재로서 Priscian 범주를 사용하면, 많은 언어에서 부정사(infinitive), 분사(participle), 동명사(gerund)를 포함하는 비한정절 텍스트를 많이 보게 된다. 이 설명에서 비한정절은 그것을 포함하고 있는 큰 절(greater clause) 속에서 명사, 형용사, 부사와 같은 문법적 역할을 항상 수행한다.

## 구조
한정절(finite clause)은 주어(subject)에 따라(경우에 따라 주어 생략) 동사의 한정형(finite form)과 그 목적어(object), 기타 동사구(verb phrase)나 서술부(predicate)와 같은 종속어구(dependent)로 구성된다. 비한정절은 한정절과 유사하지만, 반드시 동사가 부정사, 분사, 동명사, 동사상 형용사(gerundive)와 같은 비한정형이어야 한다. 또한 그 결과로서 주어가 드러나 있지 않을 가능성이 높다. 즉 비한정절은 비한정동사구로 구성된다.
일부 예시는 아래와 같다.
한정절
- Kids play on computers. (독립절)
- I know that kids play on computers. (동사가 정동사이기에 한정적인 종속절)
- Play on your computer! (명령문, 주어 없는 독립한정절)

비한정절
- Kids like to play on computers. (to 부정사를 사용한 부정사구문)
- It's easy for kids to play on computers. (완곡(periphrastic)하게 표현한 주어, 즉 의미상 주어가 들어간 부정사구문)
- Playing on computers, they whiled the day away. (현재분사를 사용한 분사구문)
- With the kids playing on their computers, we were able to enjoy some time alone. (주어가 있는 분사구문)
- Having played on computers all day, they were pale and hungry. (과거분사를 이용한 분사구문)
- Playing on computers is fun. (동명사-분사구문)
- … he be playing on computers all the time. (동명사-분사 접속구문)

일부 비한정절은 목적어나 보어 위치 중 하나에 제로(zero, 발음상으로는 존재하지 않지만 실제로 있다고 여겨지는 문장 성분, ∅라는 기호를 사용)가 있다. 이러한 공백은 제로가 없는 문장인 큰 문장(larger clause)에 속한 명사 하나가 채우는 것으로 이해된다. 대부분 비한정절에서는 주어가 그 공백이다. 이러한 절을 공동비한정절(空洞非限定節, hollow non-finite clause)이라고 한다.
일부 예시
- He is the man to beat ∅. (그는 (누군가가 그를) 패배시킨 사람이다.) (제로 목적어가 있는 부정사구문. the man이 목적어로 간주됨)
- That car wants looking at ∅ straight away. (저 차는 즉시 (저 차에 대한) 검사하는 것이 필요하다.) (at 뒤에 나타나는 제로 전치사 보어를 가지고 있는 동명사-분사구문, that car가 목적어로 간주됨)
- The building was given ∅ a new lease of life. (그 빌딩은 (그 빌딩에게) 새로운 수명이 주어졌다.) (제로 간접목적어가 있는 과거분사구문, the building이 간접목적어로 간주됨)

## 용례
종속절로서 비한정절은 그것을 품고 있는 큰 문장 안에서 문법적 역할을 수행한다. 역할과 의미는 비한정동사 유형, 각 언어 문법에 따른 구조, 그 언어에서의 구조의 의미에 따라 다르다. 다음과 같은 예시가 있다.
- To live is to suffer in silence.(사는 것은 침묵 속에 아파하는 것이다.) (주어와 목적어로서 사용된 부정사구문)
- We went there to collect our computers.(우리 컴퓨터를 수집하기 위하여 그곳에 갔다.) (목적을 나타내는 부사구로서 사용된 부정사구문)
- They were sitting quietly. (그들은 조용히 앉아 있었다.) (진행상progressive aspect을 표현하기 위한 동사 보어로서 사용된 분사구문)
- The man sitting quietly is the man to watch. (조용히 앉아 있는 그 사람은 주시하는 사람이다.) (명사 수식어로 사용된 분사구문)
- Well beaten, we slumped back to the dressing room. (잘 졌고 우리는 탈의실로 힘없이 걸어갔다.)(독립주격nominative absolute으로 사용된 분사구문)
- I like rescuing wasps. (나는 말벌 구제를 좋아한다.) (명사구로 사용된 동명사-분사구문)
- Carthago delenda est. (카르타고는 반드시 파괴될 것이다.) (서술부로 사용된 라틴어 동사상 형용사)

## 다른 전통
Priscian에 의하면, 'delenda'는 수(number), 격(case), 성(gender)이 주어 명사 'Carthago'와 같기 때문에 분사이다. POS라는 프리스칸의 이론에서, 단어는 그 단어가 포함된 문법적 맥락과는 상관 없이 만들어진 굴절 패러다임(inflectional paradigm)에 따라 구분된다. Priscian의 동사 범위를 현대의 비한정절로 잘못 적용한다면, 아무것도 없는 절이라는 인식을 발생시킨다.
언어학에서 발생이론(Generative Theory)과 언어체계기능이론(Systemic Functional Theory of Language)은 위에 제시된 방식으로 'Carthago delenda est'의 분석 방식을 지지하지 않는다. 예를 들어, 프랑스어 능동비한정동사 'sorti(e)'와 'entré(e)'(il est sorti/entré와 elle est sortie/entrée로 활용)는 'delanda'처럼 주어와 성수격을 일치시킨 것이지만, 발생이론이나 언어체계기능이론에서 모두 비한정문으로 보지 않는다. 'Carthago delenda est.'에서, 동사 'est'는 서법조동사(modal auxiliary)이자 태조동사(voice auxiliary)이다. 왜냐하면 서법(modal)과 태(voice) 모두 기능하고 있기 때문이다. 'Carthago must be destroyed'의 통사론나무(syntactic tree)는 아래에 있다.

## 같이 보기
- 정동사
- to 부정사
- 동사적 명사